# 沖繩神社
26°13′2.59″N 127°43′51.36″E / 26.2173861°N 127.7309333°E
沖繩神社是沖繩縣那霸市首里鳥堀町的一個神社。

## 歷史
1879年琉球處分以後，琉球國被日本兼併，成為沖繩縣。大正時代，沖繩縣希望根據近代社格制度建立縣社。這個請求在1923年獲得許可，並於1925年完成。沖繩神社建在首里城之內，以首里城正殿為拜殿，原正殿裏側的御內原（琉球語：／  ?，王妃的住所）為本殿。祭祀的神為舜天王、尚圓王、尚敬王、尚泰王以及源為朝。
沖繩神社於1945年沖繩島戰役之中被美軍炮火擊毀。戰後，沖繩神社所在的首里城成為琉球大學的校址。1960年，有人要求琉球大學歸還土地以重建神社，遭到拒絕。於是在弁嶽的旁邊重建了該神社。1973年，沖繩神社取得了宗教法人資格。

## 外部連結
- 沖繩神社 （页面存档备份，存于）